# Anauxesis rufipennis
Anauxesis rufipennis là một loài bọ cánh cứng trong họ Cerambycidae.